# Trentepohlia tomensis
Trentepohlia tomensis är en tvåvingeart som beskrevs av Alexander 1957. Trentepohlia tomensis ingår i släktet Trentepohlia och familjen småharkrankar.
Artens utbredningsområde är São Tomé. Inga underarter finns listade i Catalogue of Life.